# Scalar (matematică)

Scalarii sunt numere reale folosite în algebra liniară, spre deosebire de vectori. Această imagine prezintă un vector euclidian. Coordonatele sale x și y sunt scalari, ca și lungimea sa, dar v nu este un scalar.

Un scalar este un element al unui corp care este folosit pentru a defini un spațiu vectorial. O cantitate descrisă de mai mulți scalari, cum ar fi direcția și modulul, se numește vector.
În algebra liniară, numerele reale sau alte elemente ale corpului sunt numite scalari și se leagă de vectorii dintr-un spațiu vectorial prin operația de înmulțire cu un scalar, în care un vector poate fi înmulțit cu un număr pentru a produce un alt vector. Mai general, un spațiu vectorial poate fi definit prin utilizarea oricăror corpuri în loc de numerele reale, cum ar fi numerele complexe. Atunci, scalarii spațiului vectorial vor fi elementele corpului asociat. 
O operație de produs scalar — a nu se confunda cu înmulțirea cu un scalar — poate fi definită pe un spațiu vectorial, permițând multiplicarea a doi vectori pentru a produce un scalar. Un spațiu vector echipat cu un produs scalar se numește spațiu prehilbertian. 
Componenta reală a unui cuaternion se numește și partea scalară a acestuia. 
Termenul este folosit și informal pentru a denumir un vector, o matrice, un Tensor sau o altă valoare „compusă”, de obicei, redusă la o singură componentă. Astfel, de exemplu, produsul unei matrice 1 × n cu o matrice n × 1, care este în mod formal o matrice de 1 × 1, este adesea considerată a fi un scalar. 
Termenul de matrice scalară este folosit pentru a denumi o matrice de forma kI în care k este un scalar și I este matricea identitate. 

## Etimologie
Cuvântul scalar derivă din latinescul scalaris, o formă adjectivală a lui scala (termen latin care înseamnă „scară”), de unde provin și cuvintele românești „scară” și „scală”.  Prima utilizare a cuvântului "scalar" în matematică apare în Arta analitică lui François Viète (In artem analyticem isagoge, 1591):
Magnitudinile care urcă sau coboară proporțional, ținând cont de natura lor de la un fel la altul, pot fi numite termeni scalari.
(în latină: Magnitudines quae ex genere ad genus sua vi proporcionale adscendunt vel descendunt, vocentur Scalares.)
Conform unei note din Oxford English Dictionary, prima utilizare înregistrată a termenului „scalar” în limba în engleză a venit de la W.R. Hamilton în 1846, referindu-se la partea reală a unui cuaternion: 
Partea reală algebrică poate primi, în funcție de chestiunea unde apare, toate valorile conținute pe o singură scală de progresie a numerelor de la infinit negativ la infinit pozitiv; o vom numi, prin urmare, parte scalară.

## Definiții și proprietăți

### Scalarii din spațiile vectoriale
Un spațiu vectorial este definit ca o mulțime de vectori, o mulțime de scalari și o operație de înmulțire a vectorilor cu scalari care primește un scalar k și un vector v, și produce alt vector kv.  De exemplu, într-un spațiu de coordonate⁠(d), înmulțirea cu un scalar {\displaystyle k(v_{1},v_{2},...,v_{n})}are ca rezultat {\displaystyle (kv_{1},kv_{2},...,kv_{n})}. Într-un spațiu funcțional (liniar), kf este funcția x ↦ k(ƒ(x)). 
Scalarii pot fi preluate din orice corp, inclusiv din numerele raționale, algebrice, reale și complexe, precum și din corpuri finite. 

### Scalarii ca componente ale vectorilor
Conform unei teoreme fundamentale a algebrei liniare, orice spațiu vectorial are o bază. Rezultă că fiecare spațiu vectorial peste unui corp scalar K este izomorf cu un spațiu vectorial de coordonate⁠(d), în care coordonatele sunt elemente ale lui K. De exemplu, orice spațiu vectorial real de dimensiune n este izomorf cu spațiul real n-dimensional Rn.

### Scalare în spațiile vectoriale normate
Alternativ, un spațiu vectorial V poate fi echipat cu o funcție normă care atribuie fiecărui vector v din V un scalar || v ||.  Prin definiție, înmulțirea lui v cu un scalar k înmulțește și norma lui cu | k |.  Dacă || v || este interpretată ca lungimea lui v, această operație poate fi descrisă ca scalarea lungimii lui v cu k. Un spațiu vectorial echipat cu o normă se numește spațiu vectorial normat (sau spațiu liniar normat). 
Norma este de obicei definită ca fiind un element al corpului de scalari K al lui V, care îl restrânge pe aceasta din urmă la corpuri care susțin noțiunea de semn. În plus, dacă V are dimensiunea 2 sau mai mare, K trebuie să fie închis în raport cu operația de rădăcină pătrată, precum și cele patru operații aritmetice; astfel încât numerele raționale Q sunt excluse, dar mulțimea numerelor iraționale pătratice⁠(d) este acceptabilă.  Din acest motiv, nu orice spațiu cu produs scalar este și un spațiu vectorial normat.

### Scalarii în module
Atunci când cerința ca mulțimea scalarilor să formeze un corp este relaxată, astfel încât să fie nevoie doar de un inel (astfel încât, de exemplu, împărțirea scalarilor să nu trebuiască definită sau ca operația pe scalari să nu trebuiască să fie comutativă), structura algebrică mai generală rezultată se numește modul⁠(d). 
În acest caz, „scalarii” pot fi obiecte mai complicate. De exemplu, în cazul în care R este un inel, vectorii spațiului produs Rn pot forma un modul împreună cu matricele n × n cu elemente din R ca scalari. Un alt exemplu vine din teoria varietăților, unde spațiul secțiunilor⁠(d) mănunchiului tangent⁠(d) formează un modul peste algebra funcțiilor reale pe varietate. 

### Transformarea de scalare
Înmulțirea cu un scalar în spațiile vectoriale și în module este un caz special de scalare, un fel de transformare liniară.   